# 廷重祠
廷重祠位於重慶市江津區塘河鎮五燕村，文物遺址年代為清代，2009年12月15日列為第二批重慶市文物保護單位。